# Ticket to Ride
Denna artikel handlar om låten Ticket to Ride. För brädspelet Ticket to Ride, se Ticket to Ride (brädspel).
Ticket to Ride (Lennon/McCartney) är en låt av The Beatles från 1965. Låten spelas i filmen Help!.

## Låten och inspelningen
Denna sång skilde sig en hel del från gruppens tidigare singelsläpp med sin vemodiga melodi, tunga rytmer och något uppgivna text. Enligt källor skall valet av denna Lennon-låt som singel även ha orsakat en del tvister inom Beatles (troligen främst mellan John Lennon och Paul McCartney). Intressant att nämna i samband med låten är att Lennon något innan inspelningen hade prövat LSD för första gången. Studerar man texten kan man finna en del drogreferenser och inåtvända drag hos både textens manliga och kvinnliga huvudperson. Man spelade in låten vid ett enda tillfälle, 15 februari 1965. Låten kom sedan att släppas på singel (tillsammans med Yes It Is) i England 9 april och i USA 19 april 1965. Denna mer komplexa Beatles-låt låg dock "bara" etta en vecka på USA-listan innan den petades ned av Beach Boys mer gladlynta "Help Me, Rhonda". Den finns även med på LP:n Help!. B-sidan Yes It Is ingår dock inte på LP:n. Däremot finns den med på den amerikanska LP:n Beatles VI där även You Like Me Too Much, Tell Me What You See och Dizzy Miss Lizzy som också finns med på LP:n Help! ingår.

## Listplaceringar
| Lista (1965)   | Position         |
| -------------- | ---------------- |
| Finland        | 3                |
| Flandern       | 10               |
| Irland         | 1                |
| Nederländerna  | 1                |
| Norge          | 1                |
| Storbritannien | 1                |
| Sverige        | 1 (Kvällstoppen) |
| Sverige        | 1 (Tio i topp)   |
| USA            | 1                |
| Vallonien      | 30               |
| Västtyskland   | 2                |
| Österrike      | 8                |